# Bakti
Bakti (szlovákul Bakta) Rimaszombat településrésze Szlovákiában, a Besztercebányai kerület Rimaszombati járásában.

## Fekvése
Rimaszombathoz tartozik, a városközponttól 6 km-re keletre, a Balog-patak jobb oldali mellékvölgyében fekszik.

## Története
Vályi András szerint: „BACHTI, vagy Bakti. Szabad puszta Gömör Vármegyében, fekszik Rima Szombat felé, Hont Vármegyének szomszédságában. Határja jó termékenységű.”
Fényes Elek szerint: „Baksi, puszta, Gömör- és Kishont egyesült vgyékben, Rima-Szombathoz keletre egy órányira: 45 kath., 30 ref. lak. F. u. a Török nemzetség.”
A trianoni diktátumig Gömör-Kishont vármegye Rimaszombati járásához tartozott. A 19-20. század fordulóján Heves vármegyéből érkező magyarokkal, majd a két világháború közötti csehszlovák földbirtokreform során szlovákokkal benépesített, s Rimaszombathoz tartozó Alsó- és Felsőbakti puszták önálló községgé szervezésével jött létre 1926-ban. 1938 és 1944 között újra Magyarország része.
1945 után belső telepítés keretében újabb szlovák telepesek érkeztek.